# Сент-Безіл (парафія, Нью-Брансвік)
Сент-Безіл (англ. Saint-Basile) — парафія в Канаді, у провінції Нью-Брансвік, у складі графства Мадаваска.

## Населення
За даними перепису 2016 року, парафія нараховувала 592 особи, показавши скорочення на 17,4%, порівняно з 2011-м роком. Середня густина населення становила 4,6 осіб/км².
З офіційних мов обидвома одночасно володіли 305 жителів, тільки французькою — 285.
Працездатне населення становило 63,3% усього населення, рівень безробіття — 12,3% (19,4% серед чоловіків та 7,7% серед жінок). 96,5% осіб були найманими працівниками, а 5,3% — самозайнятими.
Середній дохід на особу становив $46 235 (медіана $31 317), при цьому для чоловіків — $55 947, а для жінок $35 734 (медіани — $37 504 та $25 792 відповідно).
25,8% мешканців мали закінчену шкільну освіту, не мали закінченої шкільної освіти — 23,6%, 50,6% мали післяшкільну освіту, з яких 20% мали диплом бакалавра, або вищий.
| Статево-вікова структура населення | Статево-вікова структура населення | Статево-вікова структура населення | Статево-вікова структура населення | Статево-вікова структура населення |
| ---------------------------------- | ---------------------------------- | ---------------------------------- | ---------------------------------- | ---------------------------------- |
|                                    |                                    |                                    |                                    |                                    |
| Всього                             | Всього                             | 51,7%48,3%                         |                                    |                                    |
| 0 — 14 років                       | 0 — 14 років                       |                                    | 15,4%                              | 15,4%                              |
| 15 — 64 років                      | 15 — 64 років                      |                                    | 69,2%                              | 69,2%                              |
| 65 і більше                        | 65 і більше                        |                                    | 15,4%                              | 15,4%                              |
| 85 і більше                        | 85 і більше                        |                                    | 1,7%                               | 1,7%                               |
| Середній вік (років)               | Середній вік (років)               | 43,642,6                           | 43,1                               | 43,1                               |
| Медіана (років)                    | Медіана (років)                    | 48,047,1                           | 47,5                               | 47,5                               |
| — чоловіки — жінки                 |                                    |                                    |                                    |                                    |

| Походження мешканців:     | Походження мешканців:     | Походження мешканців: | Походження мешканців: | Походження мешканців: |
| ------------------------- | ------------------------- | --------------------- | --------------------- | --------------------- |
| Походження                |                           |                       | осіб                  | %                     |
| Корінні американці        | Корінні американці        |                       | 15                    | 2.68%                 |
| Інше північноамериканське | Інше північноамериканське |                       | 510                   | 91.07%                |
| Європейське               | Європейське               |                       | 100                   | 17.86%                |
| британське                | британське                |                       | 20                    | 3.57%                 |
| французьке                | французьке                |                       | 85                    | 15.18%                |

| Зайнятість населення за галузями (за класифікацією NOC): | Зайнятість населення за галузями (за класифікацією NOC): | Зайнятість населення за галузями (за класифікацією NOC): | Зайнятість населення за галузями (за класифікацією NOC): | Зайнятість населення за галузями (за класифікацією NOC): |
| -------------------------------------------------------- | -------------------------------------------------------- | -------------------------------------------------------- | -------------------------------------------------------- | -------------------------------------------------------- |
|                                                          |                                                          |                                                          |                                                          |                                                          |
| Управління                                               | Управління                                               |                                                          | 8,6%                                                     | 8,6%                                                     |
| Бізнес, фінанси та адміністрування                       | Бізнес, фінанси та адміністрування                       |                                                          | 12,1%                                                    | 12,1%                                                    |
| Природничі та прикладні науки                            | Природничі та прикладні науки                            |                                                          | 3,4%                                                     | 3,4%                                                     |
| Охорона здоров'я                                         | Охорона здоров'я                                         |                                                          | 13,8%                                                    | 13,8%                                                    |
| Освіта, правозахист, муніципальні та урядові служби      | Освіта, правозахист, муніципальні та урядові служби      |                                                          | 5,2%                                                     | 5,2%                                                     |
| Мистецтво, культура, відпочинок та спорт                 | Мистецтво, культура, відпочинок та спорт                 |                                                          | 3,4%                                                     | 3,4%                                                     |
| Роздрібна торгівля та послуги                            | Роздрібна торгівля та послуги                            |                                                          | 17,2%                                                    | 17,2%                                                    |
| Гуртова торгівля, транспорт та обладнання                | Гуртова торгівля, транспорт та обладнання                |                                                          | 27,6%                                                    | 27,6%                                                    |
| Природні ресурси, сільське господарство                  | Природні ресурси, сільське господарство                  |                                                          | 3,4%                                                     | 3,4%                                                     |
| Виробництво                                              | Виробництво                                              |                                                          | 3,4%                                                     | 3,4%                                                     |

## Клімат
Середня річна температура становить 3,3°C, середня максимальна – 22,2°C, а середня мінімальна – -20,4°C. Середня річна кількість опадів – 1 076 мм.
| Клімат поселення                              | Клімат поселення | Клімат поселення | Клімат поселення | Клімат поселення | Клімат поселення | Клімат поселення | Клімат поселення | Клімат поселення | Клімат поселення | Клімат поселення | Клімат поселення | Клімат поселення | Клімат поселення |
| Показник                                      | Січ.             | Лют.             | Бер.             | Квіт.            | Трав.            | Черв.            | Лип.             | Серп.            | Вер.             | Жовт.            | Лист.            | Груд.            |                  |
| Середній максимум, °C                         | −7,62            | −5,64            | 1,02             | 8,52             | 16,60            | 21,82            | 22,24            | 21,12            | 15,94            | 9,82             | 3,23             | −5,37            |                  |
| Середня температура, °C                       | −14,02           | −12,05           | −5,36            | 2,15             | 10,20            | 15,43            | 18,20            | 17,08            | 11,92            | 5,81             | −0,78            | −9,4             |                  |
| Середній мінімум, °C                          | −20,4            | −18,43           | −11,76           | −4,25            | 3,81             | 9,05             | 14,20            | 13,06            | 7,90             | 1,78             | −4,8             | −13,41           |                  |
| Норма опадів, мм                              | 88               | 72               | 70               | 67               | 88               | 88               | 109              | 103              | 95               | 95               | 96               | 105              |                  |
| Середньомісячна швидкість вітру, м/с          | 4.00             | 4.02             | 4.14             | 3.92             | 3.62             | 3.30             | 2.96             | 2.92             | 3.22             | 3.61             | 3.80             | 4.00             |                  |
| Середньомісячна сонячна радіація, кДж/м²·день | 4954             | 8257             | 12273            | 16008            | 18608            | 20320            | 19653            | 17193            | 12583            | 7710             | 4574             | 3781             |                  |
| --------------------------------------------- | ---------------- | ---------------- | ---------------- | ---------------- | ---------------- | ---------------- | ---------------- | ---------------- | ---------------- | ---------------- | ---------------- | ---------------- | ---------------- |
| Джерело:                                      |                  |                  |                  |                  |                  |                  |                  |                  |                  |                  |                  |                  |                  |